# Лъгадина
Лъгадина или Лагадина, понякога Лъгадин или Лагадин (изписване до 1945 година: Лѫгадина; на гръцки: Λαγκαδάς, Лангадас, на турски: Langaza, Лангаза), е градче в Егейска Македония, Гърция, център на дем Лъгадина (Лангадас) в административна област Централна Македония. Градът е център и на Лъгадинската, Литийска и Рендинска епархия на Църквата на Гърция.

## География
Лъгадина е разположен в центъра на Лъгадинското поле на север от Лъгадинското езеро (Корония) на 20 километра североизточно от Солун.

## История
Етимологията и на трите имена – българското Лъгадина, турското Лангаза и гръцкото Лангадас идва от стробългарската дума лѫгъ (лонг), гористо влажно място. Името е споменато за пръв път около 900 година.

### В Османската империя
През март 1430 година султан Мурад II се установява в Лъгадина и оттам ръководи последния щурм срещу Солун, сложил край на осемгодишната обсада на града и поставил началото на османското му управление. В града е запазен османски хамам от първата половина на XVI век.
В XIX век Лъгадина е паланка, населена предимно от българи гъркомани и турци, център на каза в Османската империя. Александър Синве („Les Grecs de l’Empire Ottoman. Etude Statistique et Ethnographique“) в 1878 година пише, че в Лангадес (Langadès) живеят 720 гърци и мюсюлмани. В „Етнография на вилаетите Адрианопол, Монастир и Салоника“, издадена в Константинопол в 1878 година и отразяваща статистиката на населението от 1873 година, Лангадина (Лангаза) е показан като паланка със 150 домакинства със 121 жители мюсюлмани и 493 жители българи.
В 1900 година според Васил Кънчов („Македония. Етнография и статистика“) в Лѫгадина (Лангаза) живеят 1500 българи християни, 525 турци, 15 евреи и 250 цигани. Според Кънчов
| „ | Тепърва сѫ изложени на погръчанье българитѣ въ паланката Лѫгадина или Лангаза и село Лъгиново или Лайна. Въ тѣхъ мѫжското население е двоезично. Въ много семейства е въведенъ гръцкиятъ езикъ чрезъ смесени женитби, но и българскиятъ е още въ общо употрѣбление... Лѫгадина и Лѫгиново сѫ имали смесени бракове съ гръцкитѣ съседни села около Бешикъ. Забелѣзано е, че по-богатичкитѣ български селяни обичатъ да търсятъ жени отъ гръцки села. Щомъ влезе гръкиня въ българско семейство, тя налага своя езикъ на децата и кѫщата става двоезична. | “ |

По данни на секретаря на Българската екзархия Димитър Мишев („La Macédoine et sa Population Chrétienne“) в 1905 година в Лъгадина има 800 жители българи патриаршисти гъркомани и 500 гърци, като в градчето има две гръцки училища. Според Анастасия Каракасиду в края османското владичество Лангаза е предимно „славяноезично“ селище.
При избухването на Балканската война в 1912 година един човек от Лъгадина е доброволец в Македоно-одринското опълчение. В града се установява българска военно-административна управа, като начело на Лъгадинска околия е назначен Михаил Думбалаков. По-късно българските части са изтласкани от гръцките военни.

### В Гърция
След Междусъюзническата война Лъгадина попада в Гърция. В 1913 година селото (Λαγκαδάς) има 2500 жители. Боривое Милоевич пише в 1921 година („Южна Македония“), че Лугадино (Лугадино) има 300 къщи „погърчени славяни“ и 50 къщи турци.
През 20-те години турското население на паланката се изселва и на негово място са настанени 2040 гърци бежанци. В 1928 година Лъгадина е смесено местно-бежанско градче с 568 бежански семейства и 2193 жители бежанци.
Името Лагадина носи улица в българската столица София (Карта).

### Преброявания
- 1913 – 3600 души
- 1920 – 3329 души
- 1928 – 5152 души
- 1940 – 5859 души
- 1951 – 7645 души
- 1961 – 6752 души
- 1971 – 6707 души
- 1981 – 7589 души
- 1991 – 6280 души
- 2001 – 7215 души
- 2011 – 7764 души

## Личности
Към началото на XX век погърченото градче дава серия дейци на Гръцката въоръжена пропаганда в Македония, от които най-виден е капитан Христос Дремлис. От Лъгадина е Зюбейде ханъм (1857 – 1923), майката на Ататюрк.

## Други
На Лагадина е наречена улица в квартал „Драгалевци“ в София (Карта).

## Побратимени градове
- Сандански, България